# 租者置其屋計劃
租者置其屋計劃（英語：Tenants Purchase Scheme，簡稱租置計劃（英語：TPS）或租置屋），前稱出售公屋予住戶計劃（英語：Sale of Flats to Sitting Tenants Scheme，簡稱出售公屋計劃（英語：SFSTS）），是香港房屋委員會於1991年7月及1997年12月為滿足租住公屋居民置業需求而推出的資助房屋計劃，讓租戶以扣除地價及低廉價錢購買居住中的單位成為業主。

## 概要
租者置其屋計劃（包括其前身-出售公屋計劃）中出售的屋邨全部都是於1981年至1994年期間落成，而且沒有和諧式單位的公共屋邨。
在原先的出售公屋計劃中，某一選中的屋邨只有部份樓宇會劃作出售。而1997年起的租置計劃則以屋邨劃分及樓宇類型劃分，一經選中就要整個屋邨出售（屋邨內小型單位大廈，小於17平方米及沒有獨立廚廁單位除外，唯位於相連長型、新長型、Y3及Y4型大廈的劏房仍可出售），計劃中出售的主要是各款Y型大廈，其次為相連長型大廈及新長型大廈，當中亦有小部份雙工字型大廈及舊長型大廈出售，因此有可能出現同一屋邨有些樓宇出售而有些則否的情況。
不願購買者可繼續租用其單位，但單位售價折扣會隨該戶主入伙時間而減少（首年購入有「折上折」額外折扣，此時購買單位價格可低至市價的約10%；第二年購入則只享有一重額外折扣；從第三年起則不再享有上述售價優惠，只有50%或60%基本折扣；若該戶主曾購入所住單位，但因經濟問題而申請將單位售回房委會並恢復租戶身份，在其後再提出購買單位時則一律不享有額外折扣）。

## 歷史

### 第一次推出
1989年7月，房屋署副署長孟志凌在一個午餐會上，提及房委會考慮出售公屋的可行性，可視為「出售公屋計劃」以至「租者置其屋計劃」的最早源頭。
同年10月，房委會正式成立小組，研究出售公屋的可行性，並於翌年8月完成計劃大綱，房委會亦正式建立專案小組跟進，同時亦於1990年10月起就此進行公眾諮詢三個月。
在三個月諮詢期內，由於出售公屋計劃獲得多數租住公屋居民支持，故此該計劃正式開展，並擬於7月開始發售。
1991年6月，經行政局批准後，首期「出售公屋計劃」詳情正式公佈，主要為樓齡多於4年的Y2、Y3及相連長型大廈（共約7,000伙），並按市價四折出售，轉讓限制與居屋相同，定於7-10月間接受申請。
但由於定價過高，是次銷售僅獲得500戶申請，最後房署決定腰斬「出售公屋計劃」。事後，政府曾打算抽出兩座新建的和諧式大廈，用於重推此計劃，但最後撥歸居屋計劃出售（該等樓宇即是現在的天愛苑愛潮閣及裕明苑裕昌閣，只售予綠表人士及受重建影響的租戶）。
雖然「出售公屋計劃」以失敗告終，但亦為1998年推出的租者置其屋計劃訂下數個重要原則：出售樓宇以Y型大廈及相連長型大廈為主、相關租戶可自由選擇認購與否，以及訂價須具備吸引力。

### 第二次推出
在1997年主權移交後的第一份施政報告中，時任特首董建華提出於2007年讓全港70%居民成功置業，當中重推「出售公屋計劃」為相關房屋政策的其中一環。及後，相關計劃於1997年12月正式推出，並更名為「租者置其屋計劃」，翌年1月起正式開售第一期。
由於租置計劃成效遠較1991年的「出售公屋計劃」為佳，故此計劃得以延續。但由於樓市不景，政府於2002年11月頒布「孫九招」，並宣布自2005年後不再將更多合資格屋邨撥入租置計劃。
八年的租者置其屋計劃期間，房委會一共推出39個屋邨、約183,700個出租公屋單位供住戶認購。截至2019年12月31日，該批租置屋邨有41,219個可出租單位（即未有售出的單位），平均認購率達78%，個別屋邨如沙田大圍顯徑邨更高達93%。

## 其他銷售渠道
除常規銷售渠道外，早年房委會曾將所有未售的租置屋邨騰空單位凍結出租，並安排在由第22期甲起的居屋計劃中發售。但由於政府在2001年打算將出租公屋輪候年期縮短至三年，所有相關單位最後均「解凍」並重新出租（但新戶主仍可選擇購入單位）。而在2019年房委會就租置計劃提出的改善措施當中，則恢復上述的安排，並於2020年3月11日起生效（但改為同時於綠表置居計劃（2021年起）及居屋計劃（2022年起）出售上述凍結單位），以加快銷售速度，從而解決以往租置屋邨業權及管理權責混亂的情況；然而，租置剩餘單位僅限綠表申請人購買。

## 出售後管理
當有單位出售後該屋邨即會成立業主立案法團，由購買者自行共同管理；如該屋邨仍有出租單位，擁有業權的房委會由房屋署派遣一名代表加入業主立案法團，但其於業主大會中投票權仍與其業權份額相當。
若該等屋邨地界內本身已有中、小學校舍，以及體育館等政府設施，有關物業均列為「政府樓宇」，業權由房委會保留；然而，與居屋安排相若，房委會須於政府要求時，無償將其業權轉讓予財政司司長法團。
房委會亦按業權份額支付管理費。
與居屋屋苑一樣，於此計劃出售的單位為「受資助的公營房屋」，買賣及按揭均有若干限制，例如在自由市場放售需要補地價。而在業主日後再申請資助房屋資格方面，出售年期未滿十年、且未補地價及符合其他要求的租置公屋業主，可以循白表、以整個家庭為單位申請自2019年起推出的居屋，但必須在居屋正式買賣合約簽訂後三個月（如情況不許可則延至六個月）內，將原來持有的單位在居屋第二市場出售，然後才能辦理其後轉易及交樓手續。然而，若透過「綠置居2020/21」及以後推出的資助房屋計劃購入任何租置單位，業主日後不得再申請任何資助房屋計劃。

## 出售公屋計劃屋邨

### 1991年
- 大坑東邨（東成、東海及東輝樓）
- 翠屏北邨（翠榕樓）
- 博康邨（博泰樓）
- 顯徑邨（顯揚及顯德樓）
- 利東邨（東昌樓）
- 富善邨（善美樓）
- 恆安邨（恆日及恆海樓）

除大坑東邨外，其他屋邨最後均成功在後來的租者置其屋計劃出售。

### 1992年（原訂）
- 天愛苑A座（原屬天瑞邨）
- 裕明苑B座（原屬厚德邨）

以上樓宇所屬的屋苑，均由租住公屋改作居屋出售。

## 租者置其屋計劃屋邨
第一期（1998年1月）
- 長安邨
- 鳳德邨
- 建生邨
- 華貴邨（不包括華愛樓）
- 運頭塘邨
- 恆安邨

第二期（1999年3月）
- 竹園北邨
- 翠灣邨
- 德田邨（不包括德欣樓、德康樓）
- 田景邨
- 華明邨
- 耀安邨

第三期（2000年2月）
- 峰華邨
- 彩霞邨
- 天平邨
- 富亨邨
- 顯徑邨
- 太和邨

第四期（2001年2月）
- 黃大仙下（一）邨
- 興田邨
- 青衣邨
- 良景邨
- 廣源邨
- 景林邨

第五期（2002年1月）
- 東頭（二）邨
- 翠屏（北）邨（不包括翠楣樓）
- 李鄭屋邨
- 葵興邨
- 博康邨
- 太平邨

第六期甲（2004年8月）
- 利東邨
- 山景邨
- 祥華邨
- 寶林邨（不包括寶儉樓）

第六期乙（2005年8月）
- 長發邨
- 富善邨
- 翠林邨
- 朗屏邨
- 南昌邨

## 售樓資料的發放
房委會在銷售第一期租置計劃開始，即在當時已納入租置計劃的屋邨向該邨合資格租戶發信通知他們憑該信及租約前往該邨的屋邨辦事處領取一份資料冊，冊內裏已夾附下述文件：
- 「租者置其屋計劃」計劃簡介
- 「租者置其屋計劃」計劃業主手冊
- 「租者置其屋計劃」計劃售樓概要（內附平面圖）
- 「租者置其屋計劃」計劃買賣條款
- 「租者置其屋計劃」計劃認購申請書（一式兩份）
- 「租者置其屋計劃」計劃退租申請書（一式兩份）
- 並無違例改建聲明信
- 「租者置其屋計劃」計劃有關單位售價、差餉、地租及印花稅的參考資料
- 「租者置其屋計劃」計劃差餉及地租的說明
- 「租者置其屋計劃」計劃印花稅的說明
- 維修工程項目
- 樓宇結構安全保證

## 爭議
由於香港現有的公共屋邨出租單位數目不足以安排所有低收入家庭居住，因此將原有的出租單位進行出售，等同削減房委會可供出租單位的數目。
此外，租者置其屋計劃之屋邨內的居民通常同時包括業主和房委會租戶，於屋邨管理及保養開支上往往因為出現「不公平」而時有紛爭，例如房委會租戶可以「免費」享用屋邨內的設施（當中包括租置單位業主及業主法團添置的屋邨設備，例如不少租置屋邨為提升物業質素，於升降機大堂安裝冷氣系統、改用仿花崗岩灰磚作大堂裝飾，以及智能保安系統等等），但安裝這些設備的費用卻需要由已經購買單位的業主按其持有的業權分數去承擔。
房委會出售轄下屋邨物業資產，導致不少租置屋邨均出現業權混亂的情況，一個屋邨由以往房委會全數擁有業權及管理，變為房委會（未出售的單位業權仍屬於房委會）、已透過租置計劃購入單位的小業主、業主立案法團等共同持有，管理變得難以統一化，因此租者置其屋計劃問題重重，加上「孫九招」的緣故，計劃推出8年就被取消，再沒有其他屋邨撥入租置計劃出售。而已撥入租置計劃的屋邨租戶，仍可選擇購買其單位。
近年雖然有不少團體要求恢復此計劃，以令更多市民可以上車置業，但不少均為各政黨為自己鞏固自己票源而向政府提議，唯建議都不為接納。但在2019年「反送中」風波爆發後，政府為平息民憤及改善民生，曾考慮在2019年施政報告中宣佈推行一系列新房屋政策，當中包括重推租置計劃，並已向政黨游說支持。但是，基於出租公屋求過於供的緣故，政府最後只承諾加快售出現存未售租置單位（即「小租置」），而「大租置」（推出租置計劃第七期）將押後推出。

## 外部連結
- 香港房屋委員會及房屋署 - 租者置其屋計劃 （页面存档备份，存于）

1. ↑  （繁體中文）. 澳門房屋局.   [2011年10月11日]. （原始内容存档于2011年9月26日）.